# Barry Mazur

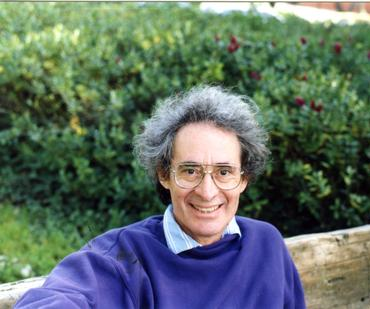
Barry Mazur

Barry Charles Mazur (* 19. Dezember 1937 in New York City) ist ein US-amerikanischer Mathematiker, der auf dem Gebiet der Topologie, Zahlentheorie und arithmetischen algebraischen Geometrie arbeitet.

## Leben und Werk
Mazur besuchte die Bronx High School of Science und studierte dann am Massachusetts Institute of Technology (MIT) und an der Princeton University, wo er 1959 bei Ralph Fox und R. H. Bing promovierte (On the embedding of spheres), während er gleichzeitig ab 1958 Research Fellow am benachbarten Institute for Advanced Study war. Danach ging er nach Harvard, wo er zunächst Junior Fellow wurde, 1962 Assistenzprofessor, 1965 Associate Professor und ab 1969 Professor für Mathematik (ab 1982 William Petschek Professor, ab 1998 Gerhard Gade Professor). Er ist regelmäßig zu Gastaufenthalten am IHES bei Paris.
Mazur arbeitete zunächst auf dem Gebiet der geometrischen Topologie, wo er gleichzeitig mit Morton Brown die verallgemeinerte Schoenflies-Vermutung bewies, die anschaulich besagt, dass eine zweidimensionale verknotete Sphäre im dreidimensionalen Raum (im Gegensatz zum Fall eines „Fadens“) immer zu einer normalen Sphäre entknotet werden kann – ohne die Anwendung von Schnitten oder „Durchlochungen“ (mit einer analogen Vermutung in höheren Dimensionen). Gemeinsam mit Brown erhielt er dafür den Oswald-Veblen-Preis.
Als Schüler von Alexander Grothendieck, der Anfang der 1960er Jahre regelmäßig in Harvard Vorlesungen hielt, verlagerte er sein Interesse dann in die algebraische Geometrie, der die Zahlentheorie folgte.
In On Modular curves and the Eisenstein Ideal von 1978 klassifizierte er die möglichen Torsions-Untergruppen (endliche Untergruppen) der Gruppe der rationalen Punkte auf elliptischen Kurven. Zn sei die zyklische Gruppe der Ordnung n, dann sind die möglichen Torsions-Untergruppen elliptischer Kurven über den rationalen Zahlen Zn mit 1 ≤ n ≤ 10, sowie Z12; und die direkte Summe von Z2 mit Z2, Z4, Z6 oder Z8.
In Class fields of abelian extensions of Q (Inventiones Mathematicae 1984) bewies Mazur mit Andrew Wiles die Hauptvermutung der Iwasawa-Theorie (einem von Kenkichi Iwasawa begründeten Zweig der algebraischen Zahlentheorie). Von Mazur stammt auch der Begriff der Deformation von Galoisdarstellungen, die eine wichtige Rolle in Andrew Wiles’ Beweis der Taniyama-Shimura-Vermutung und des großen Fermat-Satzes spielten.
Zu seinen Doktoranden zählen Noam Elkies, Glenn Stevens, Michael McQuillan, Matthew Emerton, Michael Harris, Daniel Kubert, Cathy O’Neil sowie Paul Vojta.
Er ist seit 1960 mit der Schriftstellerin Grace Dane verheiratet und hat ein Kind.

## Auszeichnungen und Ehrungen (Auswahl)
- 1965: Veblen Prize in Geometrie der American Mathematical Society (AMS)
- 1978: Aufnahme in die American Academy of Arts and Sciences
- 1982: Colepreis
- 1982: Aufnahme in die National Academy of Sciences
- 1994: Chauvenet-Preis
- 2000: Leroy P. Steele Prize der AMS
- 2001: Aufnahme in die American Philosophical Society
- 2011: National Medal of Science
- 2012: Fellow der American Mathematical Society
- 2022: Chern-Medaille

1983 hielt er einen Plenarvortrag auf dem ICM in Warschau (Modular Curves and Arithmetic) und 1974 war er Invited Speaker auf dem ICM in Vancouver (P-adic analytic number theory of elliptic curves and abelian varieties over Q). 2002 war er Invited Speaker auf dem Internationalen Mathematikerkongress in Peking mit Karl Rubin (Elliptic curves and class field theory).

## Schriften
- Barry Mazur: Imagining numbers: particularly the square root of minus fifteen. Farrar Straus Giroux, 2004, ISBN 0-374-17469-5 (populäres Buch).
- B. Mazur Arithmetic on Curves In: Bulletin American Mathematical Society. 1986, S. 207 (besonders zu Faltings Theorem,  ams.org).
- B. Mazur: Number theory as gadfly. In: American Mathematical Monthly. Band 98, 1991, S. 593–610, doi:10.2307/2324924 (zum Hintergrund von Wiles Beweis der Shimura-Taniyama Vermutung, Mazur erhielt dafür den Chauvenet-Preis).
- Barry Mazur, Michael Artin: Etale Homotopy. Springer, 1969, ISBN 3-540-04619-4.
- Morris W. Hirsch, Barry Mazur: Smoothings of Piecewise Linear Manifolds. Princeton Univ. Pr, 1974, ISBN 0-691-08145-X.
- Nicholas M. Katz, Barry Mazur: Arithmetic Moduli of Elliptic Curves. Princeton Univ. Pr, 1985, ISBN 0-691-08349-5.
- B. Mazur: Perturbations, deformations, and variations (and" near-misses") in geometry, physics, and number theory. In: Bull. Amer. Math. Soc. Band 41, Nr. 3, 2004, S. 307–336 (ams.org [abgerufen am 9. April 2011]).
- B. Mazur: Deformation of Galois representations. In: Cornell, Silverman, Stevens*Barry Mazur:  Modular forms and Fermats last theorem. Springer 1997.
- B. Mazur: Deforming Galois representations. In: Ihara, Ribet, Serre (Hrsg.): Galois groups over Q. MSRI Publications Band 16, Springer 1989.
- B. Mazur, Peter Swinnerton-Dyer: Arithmetic of Weil curves. In: Inventiones Mathematicae. Band 25, Nr. 1, 1974, S. 1–61, doi:10.1007/BF01389997 (gdz.sub.uni-goettingen.de [abgerufen am 9. April 2011]).
- B. Mazur, Dorian Goldfeld: Rational isogenies of prime degree. In: Inventiones Mathematicae. Band 44, Nr. 2, 1978, S. 129–162, doi:10.1007/BF01390348 (gdz.sub.uni-goettingen.de [abgerufen am 9. April 2011]).
- B. Mazur, Andrew Wiles: Class fields of abelian extensions of Q. In: Inventiones Mathematicae. Band 76, Nr. 2, 1984, S. 179–330, doi:10.1007/BF01388599 (gdz.sub.uni-goettingen.de [abgerufen am 9. April 2011]).
- B. Mazur, John T. Tate, Jeremy Teitelbaum: On p-adic analogues of the conjectures of Birch and Swinnerton-Dyer. In: Inventiones Mathematicae. Band 84, Nr. 1, 1986, S. 1–48, doi:10.1007/BF01388731 (gdz.sub.uni-goettingen.de [abgerufen am 9. April 2011]).
- mit Robert F. Coleman: The eigencurve, in: Galois representations in arithmetic algebraic geometry (Durham, 1996), London Math. Soc. Lecture Note Ser., 254, Cambridge University Press 1998, S. 1–113.
- B. Mazur: Finding meaning in error terms. In: Bull. Amer. Math. Soc. Band 45, Nr. 2, 2008, S. 185–228 (ams.org [abgerufen am 9. April 2011]).
- mit Eric Friedlander Filtrations on the homology of algebraic varieties, American Mathematical Society 1994
- mit William A. Stein: Prime numbers and the Riemann Hypothesis, Cambridge UP 2015 (Webseite zum Buch mit Preprint)
- The unity and breadth of mathematics - from Diophantus to today, Paul Bernays Lecture, ETH Zürich 2018, pdf